# Дзюдо на летних Азиатских играх 2014
Соревнования по дзюдо на летних Азиатских играх 2014 года проходили с 20 сентября по 23 сентября в Инчхоне (Республика Корея). Было разыграно 14 комплектов наград: в 7 весовых категориях у мужчин и женщин. В каждой категории разыгрывалось по 2 бронзовые награды. Каждая страна могла выставить не более 1 спортсмена в одной весовой категории.

## Медали

### Общий зачет
(Жирным выделено самое большое количество медалей в своей категории; принимающая страна также выделена)
| Общее количество медалей |                  |        |         |        |       |
| Место                    | Страна           | Золото | Серебро | Бронза | Всего |
| 1                        | Монголия         | 2      | 1       | 0      | 3     |
| 2                        | Япония           | 1      | 2       | 1      | 4     |
| 3                        | Казахстан        | 1      | 2       | 2      | 3     |
| 4                        | Туркмения        | 0      | 1       | 0      | 1     |
| 5                        | Республика Корея | 0      | 0       | 3      | 3     |
| 6                        | КНДР             | 0      | 0       | 1      | 1     |
| 6                        | Узбекистан       | 0      | 0       | 1      | 1     |

### Медалисты

#### Мужчины
| Категория            | Золото                          | Серебро                        | Бронза                               |
| -------------------- | ------------------------------- | ------------------------------ | ------------------------------------ |
| До 60 кг             | Елдос Сметов Казахстан          | Ганбатын Болдбаатар Монголия   | Тору Сисимэ Япония                   |
| До 60 кг             | Елдос Сметов Казахстан          | Ганбатын Болдбаатар Монголия   | Ким Вон Джин Республика Корея        |
| До 66 кг             | Давадоржийн Тумурхулэг Монголия | Томофуми Такадзё Япония        | Азамат Муканов Казахстан             |
| До 66 кг             | Давадоржийн Тумурхулэг Монголия | Томофуми Такадзё Япония        | Мирзохид Фармонов Узбекистан         |
| До 73 кг             | Хироюки Акимото Япония          | Ганбаатарын Одбаяр Монголия    | Хон Кук Хён КНДР                     |
| До 73 кг             | Хироюки Акимото Япония          | Ганбаатарын Одбаяр Монголия    | Пан Гвиман Республика Корея          |
| До 81 кг             | Ким Джэ Бом Республика Корея    | Наджиф Элиас Ливан             | Кэйта Нагасима Япония                |
| До 81 кг             | Ким Джэ Бом Республика Корея    | Наджиф Элиас Ливан             | Нямсурэнгийн Дагвасурэн Монголия     |
| До 90 кг             | Ёсида Юя Япония                 | Дильшод Хоеев Узбекистан       | Квак Дон Хан Республика Корея        |
| До 90 кг             | Ёсида Юя Япония                 | Дильшод Хоеев Узбекистан       | Лхагвасурэнгийн Отгонбаатар Монголия |
| До 100 кг            | Найдангийн Тувшинбаяр Монголия  | Максим Раков Казахстан         | Рамзиддин Саидов Узбекистан          |
| До 100 кг            | Найдангийн Тувшинбаяр Монголия  | Максим Раков Казахстан         | Чо Гу Хам Республика Корея           |
| Свыше 100 кг         | Одзитани Такаси Япония          | Олзийбаярын Дурэнбаяр Монголия | Абдулло Тангриев Узбекистан          |
| Свыше 100 кг         | Одзитани Такаси Япония          | Олзийбаярын Дурэнбаяр Монголия | Ким Сон Мин Республика Корея         |
| Командное первенство | Республика Корея                | Казахстан                      | Узбекистан                           |
| Командное первенство | Республика Корея                | Казахстан                      | Япония                               |

#### Женщины
| Категория            | Золото                       | Серебро                          | Бронза                           |
| -------------------- | ---------------------------- | -------------------------------- | -------------------------------- |
| До 48 кг             | Мунхбатын Уранцэцэг Монголия | Эми Ямагиси Япония               | Чон Богён Республика Корея       |
| До 48 кг             | Мунхбатын Уранцэцэг Монголия | Эми Ямагиси Япония               | Ким Соль Ми КНДР                 |
| До 52 кг             | Мисато Накамура Япония       | Гульбадам Бабамуратова Туркмения | Ленария Мингазова Казахстан      |
| До 52 кг             | Мисато Накамура Япония       | Гульбадам Бабамуратова Туркмения | Чон Ын Джон Республика Корея     |
| До 57 кг             | Андзу Ямамото Япония         | Ким Джан Ди Республика Корея     | Ри Хё Сун Казахстан              |
| До 57 кг             | Андзу Ямамото Япония         | Ким Джан Ди Республика Корея     | Доржсурэнгийн Сумъяа Монголия    |
| До 63 кг             | Чон Да Ун Республика Корея   | Ян Цзюнься Китай                 | Мариан Урбабаева Казахстан       |
| До 63 кг             | Чон Да Ун Республика Корея   | Ян Цзюнься Китай                 | Кана Абэ Япония                  |
| До 70 кг             | Ким Сон Ён Республика Корея  | Тидзуру Арай Япония              | Чэнь Фэй Китай                   |
| До 70 кг             | Ким Сон Ён Республика Корея  | Тидзуру Арай Япония              | Цэнд-Аюшийн Наранжаргал Монголия |
| До 78 кг             | Чон Гён Ми Республика Корея  | Соль Гён КНДР                    | Чжан Чжэхуэй Китай               |
| До 78 кг             | Чон Гён Ми Республика Корея  | Соль Гён КНДР                    | Мами Умэки Япония                |
| Свыше 78 кг          | Ма Сысы Китай                | Инамори Нами Япония              | Сатджадет Тхонтхан Таиланд       |
| Свыше 78 кг          | Ма Сысы Китай                | Инамори Нами Япония              | Ким Минджон Республика Корея     |
| Командное первенство | Япония                       | Республика Корея                 | Китай                            |
| Командное первенство | Япония                       | Республика Корея                 | КНДР                             |